# Зелена слънчева пътека
„Зелена слънчева пътека“ е български детски телевизионен филм, мюзикъл от 1973 година на режисьора Драголюб Гаджев, по сценарий на Севдалин Генов и Драголюб Гаджев. Оператор е Яцек Тодоров. Музиката във филма е композирана от Петър Ступел, а художник е Радостин Чомаков.
Текстът е на Кръстьо Станишев. Песните се изпълняват от вокален състав „Пейте с нас“, съпровожда симфоничния оркестър на при КТР с дир. Васил Стефанов.

## Актьорски състав
| В главните роли | Изпълнител     |
| --------------- | -------------- |
| майсторът       | Димитър Панов  |
| момче 1         | Ивайло Велчев  |
| момче 2         | Борислав Цоков |
| барон Мюнхаузен | Васил Димитров |
| д-р Охболи      | Ицхак Финци    |
|                 | Живко Любенов  |

с участието на ученици от Държавното хореографско училище.